# The Adventures of Mimi
The Adventures of Mimi é o sétimo lançamento em vídeo da artista musical estadunidense Mariah Carey. Ele documentou sua turnê de verão em 2006, The Adventures of Mimi. Foi lançado em disco Blu-ray em 15 de abril de 2008. Um novo conjunto de 2 DVDs foi lançado em 16 de abril de 2008 no Japão. Também uma edição de luxo foi lançado em 15 de abril de 2008.

## História
O DVD foi gravado na cidade de Anaheim estado de Califórnia nos Estados Unidos em 8 de Outubro de 2006 no Honda Center. Este foi o primeiro lançamento em vídeo da cantora desde #1's (1999).
Em dezembro de 2008 The Adventures of Mimi foi relançado incluso em uma coletânea intitulada: E=MC² Adventure Box que também contêm o álbum E=MC². Também contêm um pôster, duas fotos da turnê a um chaveiro.

## Faixas
| Disco 1 |                                   |         |  |
| N.º     | Título                            | Duração |  |
| 1.      | "It's Like That"                  |         |  |
| 2.      | "Heartbreaker"                    |         |  |
| 3.      | "Dreamlover" (Remix Exclusivo)    |         |  |
| 4.      | "My All/My All Club Remix"        |         |  |
| 5.      | "Shake It Off"                    |         |  |
| 6.      | "Vision Of Love"                  |         |  |
| 7.      | "Fly Like a Bird"                 |         |  |
| 8.      | "I'll Be There" (com Trey Lorenz) |         |  |
| 9.      | "Fantasy"                         |         |  |
| 10.     | "Don't Forget About Us"           |         |  |
| 11.     | "Always Be My Baby"               |         |  |
| 12.     | "Honey"                           |         |  |
| 13.     | "I Wish You Knew" (Snipset)       |         |  |
| 14.     | "Can't Let Go" (snipset)          |         |  |
| 15.     | "One Sweey Day" (com Boyz II Men) |         |  |
| 16.     | "Hero"                            |         |  |
| 17.     | "Make It Happen"                  |         |  |
| 18.     | "We Belong Together"              |         |  |
| 19.     | "Fly Away (Butterfly Reprise)"    |         |  |

| Faixas Bônus   |                    |         |  |
| N.º            | Título             | Duração |  |
| 1.             | "Jukebox Function" |         |  |
| 2.             | "Bastidores"       |         |  |
| Duração total: | Duração total:     | 165:00  |  |

| Disco 2 |                                                                                                 |         |  |
| N.º     | Título                                                                                          | Duração |  |
| 1.      | "Documentário da turnê The Adventures of Mimi Tour"                                             |         |  |
| 2.      | "Lovers and Haters"                                                                             |         |  |
| 3.      | "Função Karaokê" (Shake It Off, Vision of Love, Honey, One Sweet Day, Hero, We Belong Together) |         |  |

## Desempenho nas tabelas musicais

### Gráficos semanais
| Chart                                       | Maior posição |
| ------------------------------------------- | ------------- |
| Austrália (Music DVD Chart)                 | 26            |
| Espanha (Music DVD Chart)                   | 8             |
| Estados Unidos (Billboard Top Music Videos) | 1             |
| França (Music DVD Chart)                    | 7             |
| Grécia (Music DVD Chart)                    | 9             |
| Japão (Music DVD Chart)                     | 25            |
| Japão (Music DVD Chart)                     | 4             |
| Reino Unido (Music DVD Chart)               | 10            |

### Vendas e certificações
| Região                                                                                             | Certificação | Vendas   |
| -------------------------------------------------------------------------------------------------- | ------------ | -------- |
| Brasil (Pro-Música Brasil)                                                                         | 2× Platina   | 250,000* |
| Estados Unidos (RIAA)                                                                              | Platina      | 100,000^ |
| *números de vendas baseados somente na certificação ^distribuições baseadas apenas na certificação |              |          |